# Ralph-Rainer Wuthenow
Ralph-Rainer Wuthenow (* 24. Februar 1928 in Rendsburg; † 3. April 2013 in  Seligenstadt) war ein deutscher Literaturwissenschaftler.

## Leben
Ralph-Rainer Wuthenow lehrte und forschte als  Professor am Institut für Deutsche Sprache und Literatur II der Johann Wolfgang Goethe-Universität in Frankfurt am Main. Wuthenow war Komparatist. In seinen Arbeiten befasste er sich neben der deutschen Literatur mit der englischen, französischen, italienischen, spanischen und japanischen Literatur.
Für seine Verdienste im Bereich der Förderung der Kulturbeziehungen zwischen Japan und Deutschland wurde ihm zum 3. November 2008 (dem „Tag der Kultur“ in Japan) der von Kaiser Akihito verliehene „Orden der Aufgehenden Sonne, Goldene Strahlen, am Band“ (jap. Kyokujitsu chûjushô) zugesprochen.

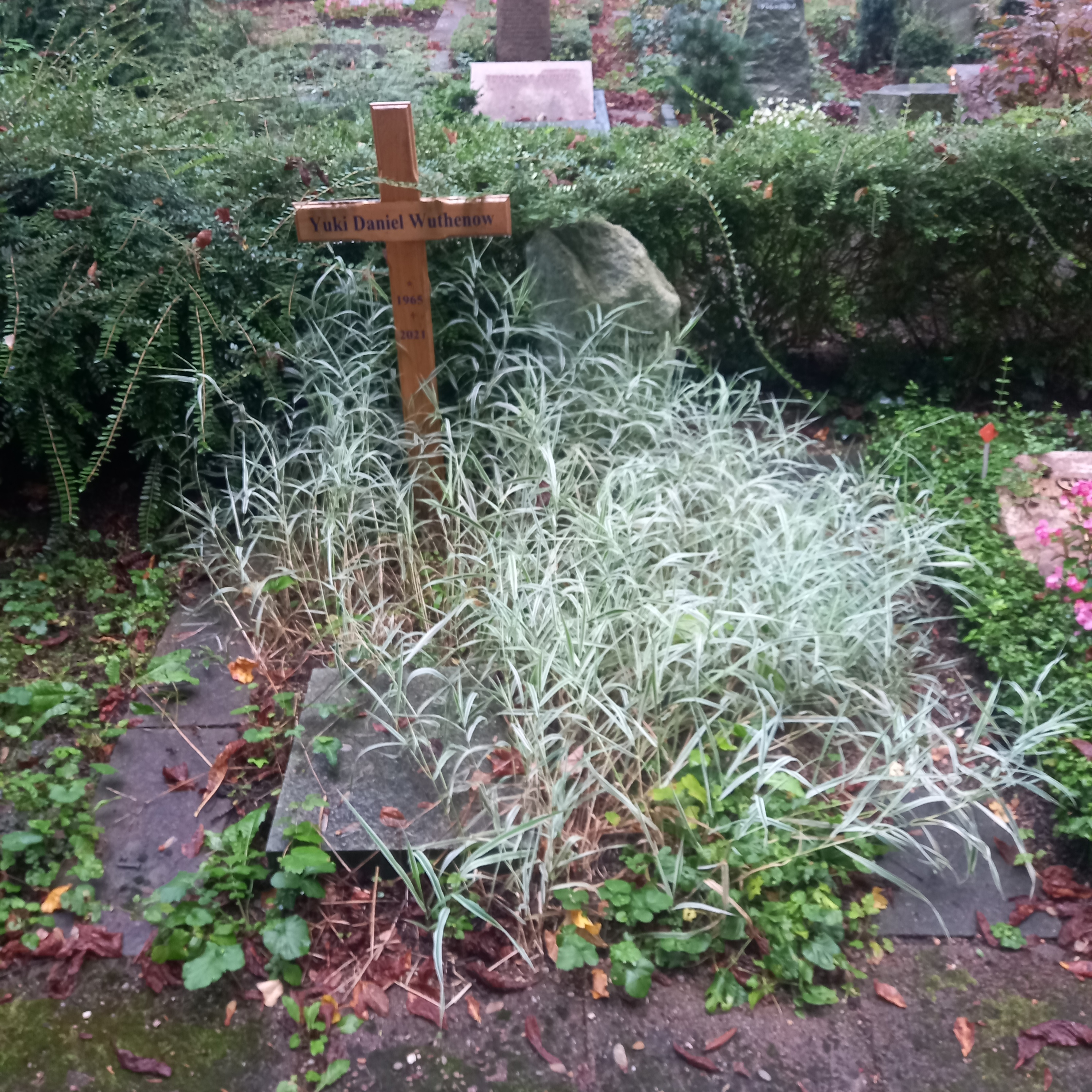
Das Grab von Ralph-Rainer Wuthenow auf dem Hauptfriedhof (Frankfurt am Main)

## Schriften (Auswahl)
- E.T.A. Hoffmann: Der unheimliche Gast und andere phantastische Erzählungen, als Hrsg., Insel Taschenbuch 245, 2. Aufl., Insel Verlag, Frankfurt am Main 1978, ISBN 3-458-31945-X.
- Friedrich Nietzsche. Leben, Schriften, Zeugnisse (= Insel-Taschenbuch. 2601).  Insel-Verlag, Frankfurt am Main u. a. 2000, ISBN 3-458-34301-6.
- Diderot zur Einführung (= Zur Einführung. 102). Junius, Hamburg 1994, ISBN 3-88506-902-4.
- Paul Valéry zur Einführung (= Zur Einführung. 159). Junius, Hamburg 1997, ISBN 3-88506-959-8.
- Wahrheiten über den Menschen. Moralistik und Aphorismus in Europa (= Frankfurter Beiträge zur Germanistik. 56). Herausgegeben und mit einem Geleitwort versehen von Friedrich Wolfzettel. Winter, Heidelberg 2016, ISBN 978-3-8253-6595-0.